# ۸۲۱ (خورشیدی)
۸۲۱ هشتصد و بیست و یکمین سال هجری خورشیدی است.